# Little Langford
Little Langford är en by i civil parish Steeple Langford, i distriktet Wiltshire, i grevskapet Wiltshire, i England. Byn är belägen 11 km från Salisbury. Little Langford var en civil parish fram till 1934 när blev den en del av Steeple Langford. Civil parish hade 64 invånare år 1931.